# Fekete Gábor (színművész, 1993)
Fekete Gábor (Kecskemét, 1993. szeptember 14. –) magyar színész. 

## Életpályája
2012–2014 között a Pesti Magyar Színiakadémia tanulója volt. 2014–2019 között a Színház- és Filmművészeti Egyetem hallgatója volt, zenés színész szakon. 2019–2021 között a Pécsi Nemzeti Színház tagja volt. 2021-től a József Attila Színház színésze.
Nős, egy kisfia van.

## Fontosabb színházi szerepei
- A Pál utcai fiúk (Vörösmarty Színház, 2017) – Boka

### Pécsi Nemzeti Színház
- Veszedelmes viszonyok (2017) – Danceny lovag
- A Montmartre-i ibolya (2018) – Raoul
- Úrhatnám polgár (2019) – Cléonte
- Kőműves Kelemen (2020) – Kelemen
- Csókos asszony (2020) – Dorozsmay Pista
- A padlás – Rádiós

### József Attila Színház
- Szibériai csárdás (2021) – Bóni a színházban/ Vass Jenő
- Ágacska (2021)
- Száll a kakukk fészkére (2021) – Cheswick
- Feketeszárú cseresznye (2021) – Csaholyi hadnagy / Kormánybiztos
- Az imposztor (2022) – Damse
- Régimódi történet (2022) – Kálmánka
- Made in Hungária (2022) – Ricky, azaz "Amerika magyarhangja"
- A Karamazov testvérek (2023) – Aljosa / Lengyel
- Equus (2023) – Alan Strang
- Vértestvérek (2023) – Mickey
- Vízkereszt vagy bánom is én (2023) – Sebastian, Viola ikertestvére
- Luxemburg grófja (2024) – René Fouché, festő
- Flamenco-Vérnász (2024) – Vőlegény
- A lovakat lelövik, ugye? (2024) – Robert Syverton
- Három férfi és egy mózeskosár (2025) – Jacques/Csuklyás férfi

### Veres 1 Színház
- A padlás (2022) – Rádiós

## Film és sorozat szerepei
- A tanár (2021) – Hautzinger Ambrus

## Díjai
- Sztankay István-díj (2023)[10]